# Bathylaco nigricans
Bathylaco nigricans är en fiskart som beskrevs av Goode och Bean, 1896. Bathylaco nigricans ingår i släktet Bathylaco och familjen Bathylaconidae. Inga underarter finns listade.

## Bildgalleri

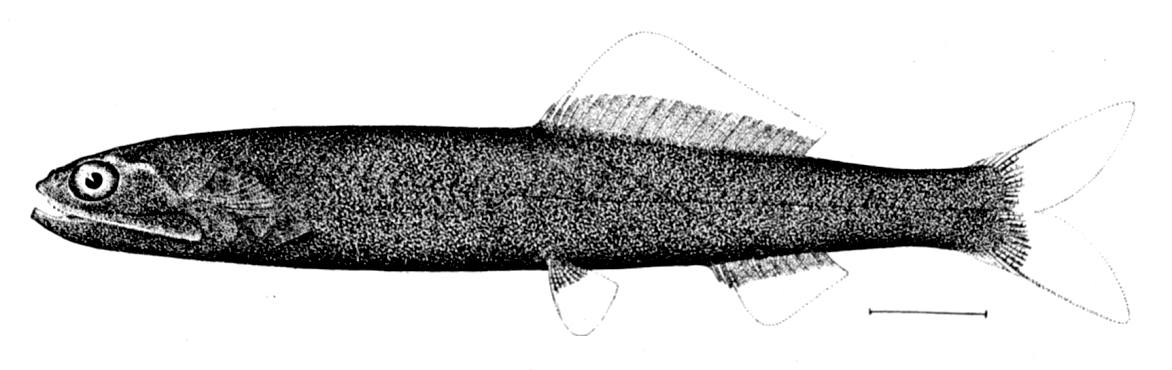